# Stuart Challender
Stuart David Challender, AO (19 de febrer de 1947 - 13 de desembre de 1991) fou un director d'orquestra australià, conegut particularment per la seva feina amb l'Òpera australiana, l'Elizabethan Sydney Orquestra i l'Orquestra Simfònica de Sydney.